# Liste des ducs de Dalsland
Depuis le XIVe siècle, plusieurs princes ont été créés duc de Dalsland (en suédois, Hertig av Dalsland) par les rois de Suède successifs. Nominal depuis 1772, ce titre se transmet aussi à l’épouse du prince, qui est ainsi une duchesse consort.

## Liste des ducs et duchesses de Värmland

### Maison de Bjelbo
Sous la Maison de Bjelbo, un prince a porté ce titre :
1. le prince  Prince Eric (1282-1318), de 1302 (titré aussi duc de Svealand, de Södermanland, de Västergötland, de Värmland  et d'Halland du Nord (sv)) à sa mort (par Birger Magnusson)[1] 
 titre transmis à son épouse, la princesse Ingeborg Hakonsdatter (1301-1361), en tant que duchesse consort, de son mariage, en 1312 à 1326 ;

#### Armoiries

Armoiries du prince Eric.

### Maison de Vasa
Sous la Maison de Vasa, un prince a porté ce titre :
1. le prince Magnus de Suède (1542-1595), de 1560 (titré aussi duc d'Östergötland) à sa mort en 1604 (par testament à la mort du roi Gustave Ier Vasa) ;

#### Armoiries

Armoiries du prince Magnus.